# Stade olympique d'Ebimpé
Het Stade olympique Alassane Ouattara (ook wel Stade National de la Côte d'Ivoire genoemd) is een multifunctioneel stadion in Abidjan, een stad in Ivoorkust. In het stadion is plaats voor 60.000 toeschouwers.
De bouw van het stadion is begonnen in 2016. Bij de bouw is onder andere het Chinese bedrijf Beijing Institute of Architectural Design betrokken. Het stadion werd geopend op 3 oktober 2021. Bij de opening was de president van Ivoorkust aanwezig, Alassane Ouattara. De openingswedstrijd werd gewonnen door ASEC Mimosas.
Het stadion wordt vooral gebruikt voor voetbalwedstrijden, het Ivoriaans voetbalelftal maakt gebruik van dit stadion. In 2024 worden er in dit stadion wedstrijden gespeeld op het Afrikaans kampioenschap voetbal 2023.

## Afrika Cup 2023
Tijdens het Afrikaans kampioenschap voetbal 2023 worden er tien wedstrijden in dit stadion gespeeld, zes groepswedstrijden, een achtste finale, een kwartfinale, een halve finale en de finale.
| Datum            | Tijd  | Thuisteam          | Uitslag | Uitteam            | Competitie     | Toeschouwers | Onderlingsresultaat |
| ---------------- | ----- | ------------------ | ------- | ------------------ | -------------- | ------------ | ------------------- |
| 13 januari 2024  | 20:00 | Ivoorkust          | 2–0     | Guinee-Bissau      | Groepsfase     | 36.858       | onderling resultaat |
| 14 januari 2024  | 14:00 | Nigeria            | 1–1     | Equatoriaal-Guinea | Groepsfase     | 8.500        | onderling resultaat |
| 18 januari 2024  | 14:00 | Equatoriaal-Guinea | 4–2     | Guinee-Bissau      | Groepsfase     | 13.888       | onderling resultaat |
| 18 januari 2024  | 17:00 | Ivoorkust          | 0–1     | Nigeria            | Groepsfase     | 49.517       | onderling resultaat |
| 22 januari 2024  | 17:00 | Equatoriaal-Guinea | 4–0     | Ivoorkust          | Groepsfase     | 42.550       | onderling resultaat |
| 22 januari 2024  | 17:00 | Mozambique         | 2–2     | Ghana              | Groepsfase     | 6.000        | onderling resultaat |
| 28 januari 2024  | 17:00 | Equatoriaal-Guinea | 0–1     | Guinee             | Achtste finale | 36.340       | onderling resultaat |
| 2 februari 2024  | 20:00 | Congo-Kinshasa     | 3–1     | Guinee             | Kwartfinale    | 33.278       | onderling resultaat |
| 7 februari 2024  | 20:00 | Ivoorkust          | 1–0     | Congo-Kinshasa     | Halve finale   | 51.020       | onderling resultaat |
| 11 februari 2024 | 20:00 | Nigeria            | 1–2     | Ivoorkust          | Finale         | 57.094       | onderling resultaat |